# Robert for årets kvindelige birolle
Robertprisen for årets kvindelige birolle er en filmpris, der uddeles af Danmarks Film Akademi ved den årlige Robertfest. 

## Prismodtagere

### 1980'erne
- 1984 – Mette Munk Plum for Isfugle
- 1985 – Aase Hansen for Tro, håb og kærlighed
- 1986 – Kirsten Olesen for Elise
- 1987 – Sofie Gråbøl for Oviri
- 1988 – Lene Brøndum for Hip Hip Hurra!
- 1989 – Harriet Andersson for Himmel og helvede

### 1990'erne
- 1990 – Helle Ryslinge for Lykken er en underlig fisk
- 1991 – Kirsten Olesen for Springflod
- 1992 – Jessica Zanden for Freud flytter hjemmefra
- 1993 – Ghita Nørby for Sofie
- 1994 – Anne Marie Helger for De frigjorte
- 1995 – Rikke Louise Andersson for Nattevagten
- 1996 – Birthe Neumann for Kun en pige
- 1997 – Karin Cartlidge for Breaking the Waves
- 1998 – Ellen Hillingsø for Sekten
- 1999 – Birthe Neumann for Festen

### 2000'erne
- 2000 – Sofie Gråbøl for Den eneste ene
- 2001 – Ann Eleonora Jørgensen for Italiensk for begyndere
- 2002 – Birthe Neumann for Fukssvansen
- 2003 – Paprika Steen for Elsker dig for evigt
- 2004 – Ghita Nørby for Arven
- 2005 – Trine Dyrholm for Forbrydelser
- 2006 – Charlotte Fich for Drabet
- 2007 – Stine Fischer Christensen for Efter brylluppet
- 2008 – Hanne Hedelund for Kunsten at græde i kor
- 2009 – Sarah Boberg for To verdener

### 2010'erne
- 2010 – Pernille Vallentin for Fri os fra det onde
- 2011 – Bodil Jørgensen for Smukke mennesker
- 2012 – Charlotte Gainsbourg for Melancholia
- 2013 – Trine Dyrholm for En kongelig affære
- 2014 – Susse Wold for Jagten
- 2015 – Danica Curcic for Stille hjerte
- 2016 – Trine Dyrholm for Lang historie kort
- 2017 – Sofie Gråbøl for Der kommer en dag
- 2018 – Victoria Carmen Sonne for Vinterbrødre
- 2019 – Jessica Dinnage for Den skyldige

### 2020'erne
- 2020 – Sofie Torp for Ser du månen, Daniel
- 2021 – Özlem Saglanmak for Shorta
- 2022 – Josephine Park for Venuseffekten
- 2023 – Lene Maria Christensen for Rose
- 2024 – Jessica Dinnage for Ustyrlig
- 2025 – Stine Stengade for Fuld af kærlighed